# ناريمانوف
ناريمانوف (عبَّاس بيه سابقًا) هي قرية وبلدية في مُقاطعة ساتلي في أذربيجان. ويبلغ عدد سكانها 1072 نسمة.